# ジョナサン・デイヴィッド
ジョナサン・クリスチャン・デイヴィッド（Jonathan Christian David, 2000年1月14日 - ）は、カナダ・オンタリオ州オタワ出身のサッカー選手。セリエA・ユヴェントスFC所属。カナダ代表。ポジションはFW。ハイチ系カナダ人である。

## 経歴
アメリカ合衆国ニューヨーク州ニューヨークブルックリン区でハイチ人の両親の元に生まれる。一家でアメリカへの移住を目指していたが断念し、生後3ヶ月の頃にハイチに帰国し首都ポルトープランスで暮らす。6歳の時に一家でカナダのオタワへ移民。カナダ市民権を獲得する。その後、オタワのフランス語系のルイリエル公立学校へ入学しサッカーをプレーする。
10歳の時にカナダのオタワのユースチームのグロスタードラゴンズでキャリアをスタートさせ、その後、2015年までオタワホーネッツ、2018年までオタワインターナショナルでプレー。2018年1月、ベルギーのKAAヘントに移籍した。
2020年8月11日、リールと5年契約を結んだことが発表された。移籍金は3000万ユーロでクラブ最高額となっている。
2025年7月4日、ユヴェントスFCに完全移籍。契約は2030年6月30日までの5年間。男子トップチームでは初のカナダ人選手となる。

## 代表経歴
カナダ代表のU-18、U-23チームのキャンプに召集され、2019年のCONCACAFゴールドカップメンバーに選出された。6得点を記録し、大会得点王とベストイレブンに選出された。
2024年、カナダにとって初のコパ・アメリカ出場となったコパ・アメリカ2024に向けたメンバーに選出されると、初戦のアルゼンチン戦は敗れたものの、2戦目のペルー戦でこの試合唯一の得点を挙げてカナダのコパ・アメリカ初勝利に貢献した。

## 人物
生後3か月までをアメリカで過ごす。ハイチ系カナダ人で母国語はフランス語系のハイチ・クレオール語であり、移住先のオタワでもフランス語系の学校を出ている。ジョナサン・デイヴィッドは英語読み。フランス語での名称はジョナタン・ダヴィッドとなる。オタワ育ちのために英語も流暢に話すがフランス語訛りがある。

## 個人成績

### クラブ
2024年6月30日現在
| クラブ | シーズン | リーグ戦     | リーグ戦 | リーグ戦 | カップ戦 | カップ戦 | 国際大会 | 国際大会 | その他 | その他 | 通算 | 通算 |
| クラブ | シーズン | ディビジョン | 出場     | 得点     | 出場     | 得点     | 出場     | 得点     | 出場   | 得点   | 出場 | 得点 |
| ------ | -------- | ------------ | -------- | -------- | -------- | -------- | -------- | -------- | ------ | ------ | ---- | ---- |
| ヘント | 2018-19  | ジュピラー   | 33       | 12       | 6        | 0        | 4        | 2        | —      | —      | 43   | 14   |
| ヘント | 2019-20  | ジュピラー   | 27       | 18       | —        | —        | 13       | 5        | 0      | 0      | 40   | 23   |
| ヘント | 通算     | 通算         | 60       | 30       | 6        | 0        | 17       | 7        | —      | —      | 83   | 37   |
| リール | 2020-21  | リーグ・アン | 37       | 13       | 3        | 0        | 8        | 0        | —      | —      | 48   | 13   |
| リール | 2021-22  | リーグ・アン | 38       | 15       | 1        | 1        | 8        | 3        | 1      | 0      | 48   | 19   |
| リール | 2022-23  | リーグ・アン | 37       | 24       | 3        | 2        | —        | —        | —      | —      | 40   | 26   |
| リール | 2023-24  | リーグ・アン | 34       | 19       | 3        | 3        | 10       | 4        | —      | —      | 47   | 26   |
| リール | 通算     | 通算         | 146      | 71       | 10       | 6        | 26       | 7        | 1      | 0      | 183  | 84   |
| 総通算 | 総通算   | 総通算       | 206      | 101      | 16       | 6        | 43       | 14       | 1      | 0      | 266  | 121  |

### 代表での成績
- 国際Aマッチ 48試合 24得点（2018年 - ）[10]

| カナダ代表 | 国際Aマッチ | 国際Aマッチ |
| 年         | 出場        | 得点        |
| ---------- | ----------- | ----------- |
| 2018       | 3           | 3           |
| 2019       | 7           | 5           |
| 2021       | 12          | 7           |
| 2022       | 14          | 4           |
| 2023       | 7           | 4           |
| 2024       | 5           | 1           |
| 通算       | 48          | 24          |

1. ↑  デイヴィッドは2019年にマルティニーク戦（2得点）とフランス領ギアナ戦（1得点）、トリニダード・トバゴ戦1試合ずつにも出場しているが、前者2ヶ国はFIFA非加盟国、トリニダード・トバゴ戦は非公開の練習試合[11]だったためこれらは国際Aマッチにカウントされていない。

### 代表での得点
| #   | 開催日         | 開催地                                             | 対戦国                   | スコア | 結果 | 大会                                  |
| --- | -------------- | -------------------------------------------------- | ------------------------ | ------ | ---- | ------------------------------------- |
| 1.  | 2018年9月9日   | ブレイデントン, IMGアカデミー                      | アメリカ領ヴァージン諸島 | 3-0    | 8-0  | CONCACAFネーションズリーグ・予選      |
| 2.  | 2018年9月9日   | ブレイデントン, IMGアカデミー                      | アメリカ領ヴァージン諸島 | 4-0    | 8-0  | CONCACAFネーションズリーグ・予選      |
| 3.  | 2018年10月16日 | トロント, BMOフィールド                            | ドミニカ国               | 1-0    | 5-0  | CONCACAFネーションズリーグ・予選      |
| 4.  | 2019年3月24日  | バンクーバー, BCプレイス                           | フランス領ギアナ         | 3-1    | 4-1  | CONCACAFネーションズリーグ・予選      |
| 5.  | 2019年6月15日  | パサデラ, ローズボウル                             | マルティニーク           | 1-0    | 4-0  | 2019 CONCACAFゴールドカップ           |
| 6.  | 2019年6月15日  | パサデラ, ローズボウル                             | マルティニーク           | 2-0    | 4-0  | 2019 CONCACAFゴールドカップ           |
| 7.  | 2019年6月23日  | シャーロット, バンク・オブ・アメリカ・スタジアム   | キューバ                 | 1-0    | 7-0  | 2019 CONCACAFゴールドカップ           |
| 8.  | 2019年6月23日  | シャーロット, バンク・オブ・アメリカ・スタジアム   | キューバ                 | 6-0    | 7-0  | 2019 CONCACAFゴールドカップ           |
| 9.  | 2019年6月23日  | シャーロット, バンク・オブ・アメリカ・スタジアム   | キューバ                 | 7-0    | 7-0  | 2019 CONCACAFゴールドカップ           |
| 10. | 2019年6月29日  | ヒューストン, NRGスタジアム                        | ハイチ                   | 1-0    | 2-3  | 2019 CONCACAFゴールドカップ           |
| 11. | 2019年9月7日   | トロント, BMOフィールド                            | キューバ                 | 2-0    | 6-0  | 2019 CONCACAFネーションズリーグ       |
| 12. | 2021年6月5日   | ブレイデントン, IMGアカデミー                      | アルバ                   | 7-0    | 7-0  | カタールW杯・北中米カリブ海1次予選    |
| 13. | 2021年6月8日   | ブリッジビュー, シートギーク・スタジアム           | スリナム                 | 2-0    | 4-0  | カタールW杯・北中米カリブ海1次予選    |
| 14. | 2021年6月8日   | ブリッジビュー, シートギーク・スタジアム           | スリナム                 | 3-0    | 4-0  | カタールW杯・北中米カリブ海1次予選    |
| 15. | 2021年6月8日   | ブリッジビュー, シートギーク・スタジアム           | スリナム                 | 4-0    | 4-0  | カタールW杯・北中米カリブ海1次予選    |
| 16. | 2021年9月8日   | トロント, BMOフィールド                            | エルサルバドル           | 2-0    | 3-0  | カタールW杯・北中米カリブ海3次予選    |
| 17. | 2021年10月13日 | トロント, BMOフィールド                            | パナマ                   | 4-1    | 4-1  | カタールW杯・北中米カリブ海3次予選    |
| 18. | 2021年11月12日 | エドモントン, コモンウェルス・スタジアム           | コスタリカ               | 1-0    | 1-0  | カタールW杯・北中米カリブ海3次予選    |
| 19. | 2022年1月27日  | サン・ペトロ・スーラ, オリンピコ・メトロポリターノ | ホンジュラス             | 2-0    | 2-0  | カタールW杯・北中米カリブ海3次予選    |
| 20. | 2022年2月2日   | サンサルバドル, エスタディオ・カスカトラン         | エルサルバドル           | 2-0    | 2-0  | カタールW杯・北中米カリブ海3次予選    |
| 21. | 2022年6月13日  | サン・ペトロ・スーラ, オリンピコ・メトロポリターノ | ホンジュラス             | 1-2    | 1-2  | 2022-23 CONCACAFネーションズリーグ    |
| 22. | 2022年9月23日  | ウィーン, フランツ・ホア・シュターディオン         | カタール                 | 2-0    | 2-0  | 親善試合                              |
| 23. | 2023年3月25日  | ウィレムスタット, エルギリオ・ハト・スタディオン   | キュラソー               | 1-0    | 2-0  | 2022-23 CONCACAFネーションズリーグ    |
| 24. | 2023年3月28日  | トロント, BMOフィールド                            | ホンジュラス             | 3-0    | 4-1  | 2022-23 CONCACAFネーションズリーグ    |
| 25. | 2023年6月15日  | ラスベガス, アレジアント・スタジアム               | パナマ                   | 1-0    | 2-0  | 2023 CONCACAFネーションズリーグ・決勝 |
| 26. | 2023年11月18日 | キングストン, インディペンデンス・パーク           | ジャマイカ               | 1-0    | 2-1  | 2023-24 CONCACAFネーションズリーグ    |
| 27. | 2024年6月26日  | カンザスシティ, チルドレンズ・マーシー・パーク     | ペルー                   | 1-0    | 1-0  | コパ・アメリカ2024                    |

## タイトル

### クラブ
LOSCリール
- リーグ・アン：2020-21
- トロフェ・デ・シャンピオン : 2021

### 個人
- CONCACAFゴールドカップ得点王：2019[12]
- CONCACAFゴールドカップベストイレブン：2019[13]
- カナダ人年間最優秀サッカー選手（英語版） 2019